# 飛鏢

飛鏢運動

飛鏢，是一種用手將前端使用金屬製作，後端具有尾翼的細長鏢具投擲至靶子，並講究投射精準度的運動。

## 歷史
飛鏢運動的歷史，最早追溯到羅馬帝國時代。帝國軍團駐守不列顛島時，當地多雨的天氣限制了士兵們們的戶外活動，於是有人發明了一種遊戲，在室內用手將箭投向用柞樹橫切面製成的靶子，形成了飛鏢運動最早的雛型。
19世紀末期，英國人貝利恩·甘林發明了現代飛鏢運動的計分系統。1970年代初期，飛鏢運動傳遍整個歐洲大陸，並成立了職業飛鏢聯盟。由於許多酒吧會設置飛鏢設備，提供酒客作為餘興節目，因此每年舉辦的世界飛鏢錦標賽和諸多其他比賽，大多由啤酒公司贊助。

## 器材

鏢靶

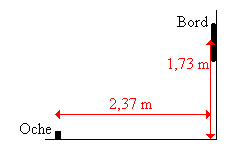
鏢靶場地規格

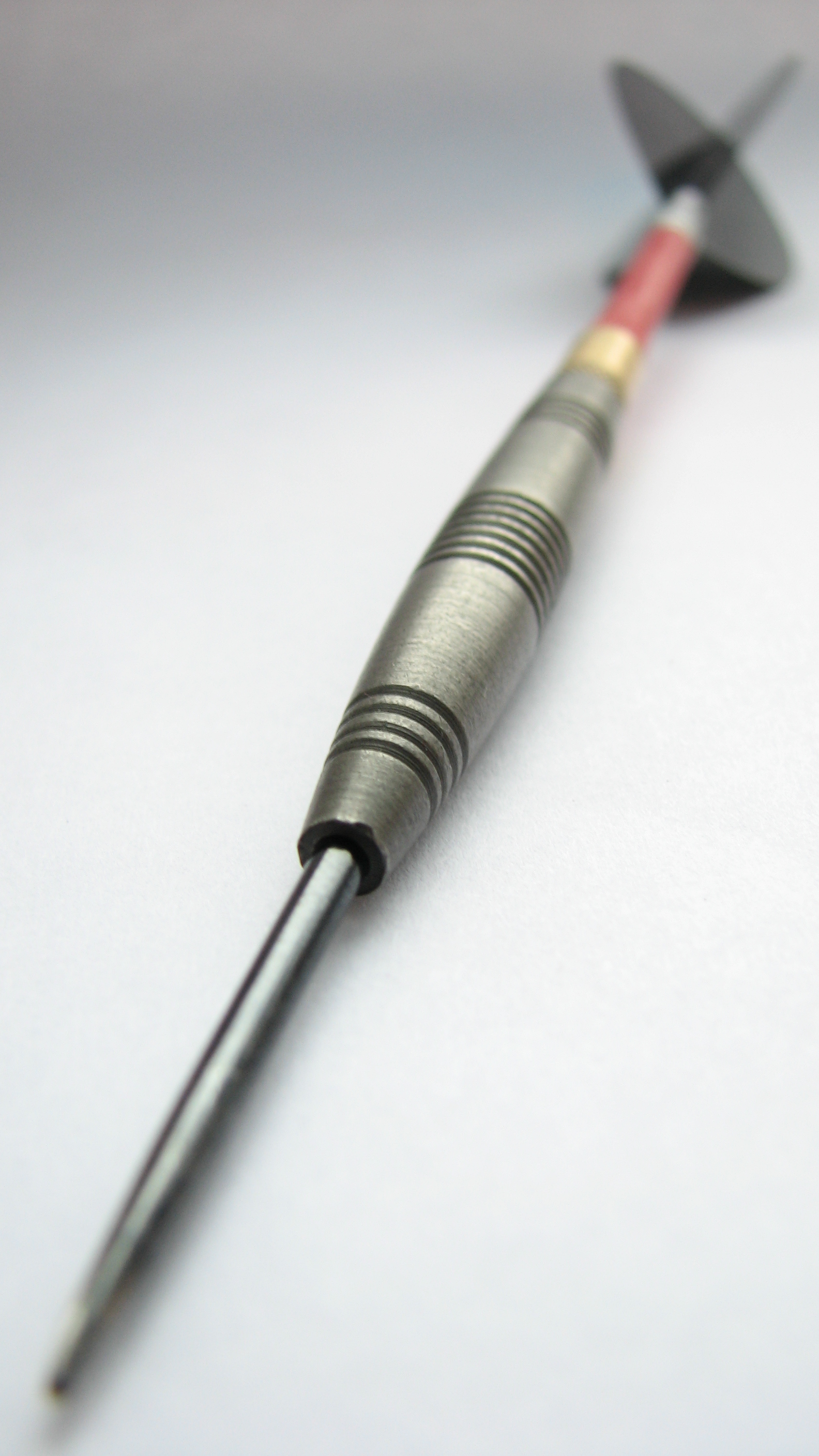
職業級鏢具

鏢靶分為硬式鏢靶與軟式鏢靶，分別適用於鋼質鏢頭和塑膠鏢頭的飛鏢。
正規比賽的鏢靶多數使用麻的纖維製成，英國出產的高級麻質鏢盤是用非洲肯亞的劍麻作為材料，中國生產的鏢盤材料多來自海南島的瓊麻。製作麻質鏢盤時，要用超過10噸的壓力將纖維擠壓成型，然後外圈用鐵箍固定住。好的麻質鏢盤硬度適中，從盤面上拔出飛鏢後，鏢孔會自動閉合，使用壽命遠遠高於其他材料製成的鏢盤。
近年來，電子飛鏢靶興起，成為酒吧中人們社交的遊戲，其競賽性搭配飲酒，迅速的在各大城市興起，也因此電子標靶漸漸成為主流，也出現了許許多多的選手，電子標靶的變化性更多，結合電子遊戲,使得其玩法及競賽性更高。
硬式標準的鏢靶分成20個得分區，分別為1至20分。外圈的窄環區域為2倍區，中間的窄環區域為3倍區，射中時各得盤面分數的2倍與3倍。中央紅心區分數為50分，其外圍的綠色窄環區域則為25分。
軟靶與硬靶主要差異為中心區皆為50分，另外軟靶的中心區、2倍區、3倍區，都比硬靶更寬，大約增加30%左右，因此軟靶更適合初學者遊樂，硬靶則比較屬於比賽用練習。
鏢靶應懸掛在牆上，紅心中心距地面高度為1.73公尺，深色的20分區應位於上方。投擲線為距離鏢靶平面2.37公尺處。軟靶規則高度一樣，距離為244公分距離。
一支飛鏢由鏢尖、鏢身、鏢桿和鏢尾4個部分所構成，其中最主要的部分就是鏢身，它是決定飛鏢重量、質地與形狀的最關鍵因素。國際比賽規定飛鏢的總體長度不得超過30.5公分，硬式飛鏢重量不得超過50公克，軟式飛鏢重量不得超過25公克。
飛鏢可依鏢身形狀分為以下三類： 
- 直筒型：重量平均分佈在鏢身上，目前使用此類飛鏢的選手較多。
- 酒筒型：重量集中在鏢的中央部分，比較符合手的生理結構。
- 魚雷型：重量集中在鏢身的前半部，投擲手感較好。

鏢身的材質有塑料、黃銅、鎳合金、鎢合金等，其中鎢合金鏢以鎢鎳合金製成，比重高，空氣動力效果好，而且經久耐用。相同重量的飛鏢，鎢合金鏢的體積會比其他材質的飛鏢小很多，投擲穩定性較高，因此絕大多數的選手都使用鎢合金鏢。

## 競賽方式

### 501规则
501规则是现在飞镖比赛最常见的规则，也是飞镖世锦赛的规则。每位选手起始为501分，选手积分随投掷得分而递减，首先将积分减为0的选手获胜，如15轮投掷完成后无选手将积分减为0，则积分最低者获胜。如果选手投中某镖后使积分减成无法结束游戏的分数(正常出积分＜0；双倍出积分≤1；三倍出积分≤2或者在双倍/三倍出条件下，投中非双倍区/三倍区使积分减为0) ，称为"爆镖"，发生爆镖后，取消该轮得分，同时结束本轮投掷，轮到下位选手投镖。

### 301规则
301规则和501规则类似。每位选手起始为301分，选手积分随投掷得分而递减，首先将分减为0的选手获胜，如十轮投掷完成后无选手将积分减为0，则积分最低者获胜。如果选手投中某镖后使积分减成无法结束游戏的分数(正常出积分＜0；双倍区积分≤1；三倍区积分≤2或者在双倍区/三倍区出条件下，投中非双倍区/三倍区使积分减为0)为"爆镖"，发生爆镖后，取消该轮得分，同时结束本轮投掷，轮到下位选手投镖。

### 板球(CRICKET)
CRICKET為軟靶常見競賽遊戲，只有射擊15,16,17,18,19,20,紅心,黑心區域能夠得分，得分條件為優先射擊三次該得分區域(三倍即為三次,兩倍即為兩次,黑心視為兩倍紅心)，射擊到三次之後術語稱為"開門"，之後對該得分區域的射擊就能夠正常計分。唯當對手也對同樣得分區域"開門"時，則此得分區域雙方都不再能夠得分，遊戲術語稱為"關門"，比賽進行比賽回合結束(一般是15回合)，統計雙方得分高者獲勝。或者確定另一方已經不可能再獲勝(一方得分較高,並且已經打開全部得分區域)

特殊規則：

overkill：當一方得分超過另一方200分以後，既使射中可得分區域也不再加分。

超過2個人：如果遊戲超過兩個人，則計分方式由原本的射中得分，高分獲勝。轉成射中加分給所有其他對手，低分獲勝。在多人規則下"關門"必須是所有選手都對該區域"開門"成功，但只要選手已對某得分區域"開門"，則該選手就不會再因為別的選手射擊該區域而被加分。overkill的規則為最低分者領先第二低分者200分以上發動。

### 21点规则（GAME 21）
每轮投掷机器随机指定的分值区。投中指定分值区的单倍区、双倍区、三倍区得1、2、3分，积分正好达到21分的选手获胜。如果完成七轮投掷，无选手使积分达到21分，则积分高者获胜。若选手投中某分值区使积分超过21分，称之为"爆镖"，产生爆镖后，取消该轮得分，同时结束这位选手的本轮投掷，轮到下一位选手投镖。

### 其他规则
- 701
- 901
- 1101
- 1501
- 殺手
- 追殺（LUDO）
- 高得分（HIGH SCORE）
- 打飛碟（SHOOT OUT）
- 順序得分（SHANG HAI）
- 設定目標（SUPER SCRAM）
- 冰球（Hockey）
- 足球（Soccadarts）
- 51個5（All Fives）
- 障礙賽馬（Shove Ha'Penny）
- 高爾夫
- 大小（Big-Little）
- 單輪總分（Legs）
- 十個紅心（10 Bulls）[5]

## 外部連結
- 中国飞镖协会官网 （页面存档备份，存于）
- 飛鏢運動影片（英文）
- 飛鏢規則（英文） （页面存档备份，存于）
- 飛鏢論壇（英文）